# Bourse du Mans
La Bourse du Mans est un édifice situé place de la République au Mans.   

## Histoire
Construite à la fin du XIXe siècle, en pleine période d'expansion de la ville, elle est aujourd'hui le siège de la chambre de commerce de la Sarthe.   
Le bâtiment fut en partie conservé mais on lui adjoint une verrière à la sortie donnant sur le boulevard Levasseur. Le chantier de la bourse sera assez long, commencée en 1866, elle ne sera terminée qu'en 1890, la faute aux guerres et aux autres projets de la cité mancelle : à savoir notamment le Tunnel des Jacobins.   

Créée sur les plans d'un certain Lafon, elle est ornée de sculptures de l'artiste manceau Filleul. La bourse se situe à l'extrémité sud de la place de la république. Malgré la taille imposante du bâtiment, il demeure aujourd'hui encastré dans l'immeuble voisin.  